# جيف جونسون (سياسي)
جيف جونسون (بالإنجليزية: Jeff Johnson)‏ هو سياسي أمريكي، ولد في 10 أبريل 1958 في كليفلاند في الولايات المتحدة. حزبياً، نشط في الحزب الديمقراطي.

## وصلات خارجية
- الموقع الرسمي